# Section française de la direction des antiquités du Soudan

Logo de la Section française de la direction des antiquités du Soudan

La Section française de la direction des antiquités du Soudan (SFDAS) est un centre de recherche français placé sous la cotutelle du Ministère des affaires étrangères et du développement international et du CNRS.
Elle fait partie du Réseau des instituts français de recherche à l’étranger et est physiquement intégrée à la National Corporation for Antiquities and Museums du Soudan, dans des bureaux attenants au Musée national du Soudan à Khartoum.

## Création
Le gouvernement soudanais décide, en 1955, de nommer Jean Vercoutter à la direction du Service des antiquités du Soudan. Il occupe cette fonction jusqu'en 1960 puis est nommé professeur à l'Université de Lille en 1961. Il s'implique alors dans le sauvetage des monuments de la Nubie menacés par la construction du haut barrage d'Assouan et s'emploie à pérenniser et à formaliser les liens qui unissent la France et le Soudan dans le domaine archéologique. Dans cette perspective, en 1967, il propose la création, au sein même de la direction des Antiquités du Soudan, d’une unité française de recherche archéologique qui serait dirigée par une équipe de chercheurs et de techniciens français rémunérés par le ministère des affaires étrangères français. La fondation de la SFDAS est officiellement entérinée dans le « Protocole relatif à la coopération en matière archéologique » annexé à « l’Accord de coopération culturelle et technique »  signé, le 22 décembre 1969, par la France et le Soudan.

## Directeurs successifs de la SFDAS
- 1969-1975 : André Vila
- 1975-1984 : Francis Geus
- 1984-2000 : Jacques Reinold
- 2000-2004 : Francis Geus
- 2005-2009 : Vincent Rondot
- 2009-2014 : Claude Rilly
- 2014-2018 : Vincent Francigny
- 2019-2022 : Marc Maillot
- Depuis 2023 : Séverine Marchi

## Missions
La SFDAS a pour mission l'étude des vestiges archéologiques soudanais, de la Préhistoire à l'époque post-méroïtique. Elle organise des missions de fouilles archéologiques et des campagnes de relevés topographiques. Elle réalise également la publication de travaux archéologiques et participe à des actions de conservation du patrimoine et de muséographie.
Son intégration à la NCAM en fait un interlocuteur privilégié pour les institutions et chercheurs soudanais et étrangers liés à la recherche archéologique au Soudan.
La SFDAS participe également à la formation du personnel de la NCAM et accueille des étudiants français et étrangers, à Khartoum, et sur les chantiers archéologiques auxquels elle participe.

## Principales prospections archéologiques de la SFDAS
- Région de Debba
- Région de Kosti
- Région d'Atbara
- Région d'Abu Hamed
- Région d'Hassaï
- Région d'Arian
- Région de Khandaq
- Région de la IVe cataracte du Nil

## Principales fouilles archéologiques de la SFDAS
- Forteresse de Mirgissa
- El-Hassa
- El-Kadada
- El-Hobagi
- Kadrouka
- Sedeinga
- Île de Saï

## Bibliothèque
Les locaux de la SFDAS accueillent une bibliothèque spécialisée sur l’archéologie et l’Histoire du Soudan. Avec près de 2 800 entrées, elle constitue l’un des fonds documentaires les plus importants sur le Soudan ancien. Cette bibliothèque est accessible aux chercheurs soudanais et étrangers .

## Publications
- Rapports d'activités de la Section française de la direction des antiquités du Soudan (1975 à 2000), [PDF en ligne].
- Sandro Salvatori, Donnatella Usai et Yves Lecointe, Ghaba. An Early Neolithic cemetery in Central Sudan, Francfort, Africa Magna, 2016  (ISBN 978-3-937248-52-3).
- Marc Maillot, Palais et grandes demeures du royaume de Méroé, Paris, Presses de l'université de Paris-Sorbonne, 2016  (ISBN 979-1-02310-536-0).
- Vincent Francigny, Les coutumes funéraires dans le royaume de Méroé. Les enterrements privés, Paris, Éditions de Boccard, 2016  (ISBN 978-2-7018-0520-7).
- Vincent Francigny, Romain David, Alex de Voogt, Soleb & Sedeinga, Paris, Elnour Éditions, 2014  (ISBN 978-2-9542914-2-0), [PDF en ligne].
- Claude Rilly, Musée National du Soudan à Khartoum. Guide illustré à l'usage des visiteurs, Khartoum, SFDAS, 2013, [PDF en ligne].
- Charles Bonnet, Matthieu Honegger, Patrice Lenoble, Claude Rilly, Vincent Rondot, Kerma et Méroé. Cinq conférences d'archéologie soudanaise, Khartoum, Sudan Currency Printing Press, 2005, [PDF en ligne].
- André Vila, La prospection archéologique de la vallée du Nil au sud de la cataracte de Dal, fascicules 1 à 15, Paris, CNRS, 1975-1985, [PDF en ligne].